# Eucrostes
Eucrostes is een geslacht van vlinders van de familie spanners (Geometridae), uit de onderfamilie Geometrinae.

## Soorten
- E. astigmatica Prout, 1916
- E. beatificata (Walker, 1863)
- E. disparata Walker, 1861
- E. dominicaria Guenée, 1858
- E. euryxantha Prout, 1925
- E. indigenata (de Villers, 1789)
- E. pygmaea Rebel, 1907
- E. rhodophthalma Prout, 1912
- E. rufociliaria Herrich-Schäffer, 1855
- E. simonyi Rebel, 1894
- E. solivaga Herbulot, 1972